# Dubiaranea usitata
Dubiaranea usitata is een spinnensoort uit de familie hangmatspinnen (Linyphiidae). De soort komt voor in Colombia.